# شيني كابيتال
أطلقت تشيني كابيتال (Cheyne Capital) أول صندوق لها عام 2000 وهي اليوم متخصصة في الائتمان والأقساط والأقساط المرتبطة برؤؤس الأموال وقروض الأسهم وصناديق الأوراق المالية.
وهي واحدة من كبرى شركات إدارة الأصول البديلة في أوروبا مع ولايات من صناديق التقاعد والمؤسسات والمكاتب العائلية وصناديق الأموال والاستثمار في جميع أنحاء أوروبا.
المجموعة تشيني توظف حالياً ما يقرب من 170 شخصاً مع مكاتبها الرئيسية في لندن، نيويورك وبرمودا.
وقد تأسست عام 1999 من جانب السيد/ جوناثان لوري والذي يشغل حالياً منصب المدير التنفيذي وكذلك السيد / ستيوارت فيرتز والذي يشغل حالياً منصب مدير مجموعة تشيني كابيتال لإدارة رؤوس الأموال بالمملكة المتحدة البريطانية.
تشيني كابيتال لإدارة رؤوس الأموال في المملكة المتحدة البريطانية حاصلة على ترخيص من قبل هيئة الخدمات المالية البريطانية.